# نیکول جونگ
نیکول یونگ‌جو جونگ (زادهٔ ۷ اکتبر ۱۹۹۱) که با نام نیکول شناخته می‌شود، خواننده آمریکایی ساکن کره جنوبی است. او یکی از اعضای گروه دخترانه کره‌ای کارا است.